# 穆嬴
穆嬴（?—?），秦国宗女，晋襄公的夫人，晋灵公的母亲。
晋襄公去世，赵盾等大臣议立长君，派先蔑、士会到秦国接晋襄公的弟弟公子雍，穆嬴抱着太子夷皋在朝堂上天天痛哭，称：“先君何罪？其嗣亦何罪？”又亲自求赵盾，晋国诸卿于是背弃了公子雍，立夷皋为晋灵公。